# Пећане (Сува Река)
Пећане (алб. Peqan) је насеље у општини Сува Река, Косово и Метохија, Република Србија.

## Историја
Најстарији помен Пећана, до сада познат, је у Повељи цара Душана из 1348. манастиру св Архангела код Призрена.
Иван Јастребов је о овом селу записао: Село Пећане лежи северно од Призрена на три и по сата. Познато је по томе што се у њему у средишту самог села налазе рушевине цркве Ваведења Богородице, подигнуте за време српског деспота Ђура и деспотице Јерине и њихових синова Гргура и Стефана, и деспота Лазара и деспотице Јелене 6960, тј. 1452. године. Више није било никаквог натписа, у крајњој линији, 1870. Јастребив у попису становништа села овога краја (Сувореки бајрак), за ово село наводи 49 (кућа или људи) од којих је под рубриком Муслимани 48, а под рубриком Православни 1. По писању многих Будисављевића (Јованка Будисављевић Броз, Александар (Леко) Будисављевић, Борислав Б. Будисављевић ...), они своје поријекло доводе у вези са овим метохијским Пећанима. Три брата, Филип, Јуриша и Будиша (од којих су настали каснији Филиповићи, Јуришићи и Будисављевићи и Будаци) су као племство Немањића дошли до Лике (Рибник код Госпића, потом у Брлог и Дренов Кланац да чувају Сењ). По ослобођењу Лике и Крбаве оснвају истоимено село Пећане. Метохијски Пећани у близини села имају једну пећину по којој је село, могуће, добило име, а остатак фреске из цркве Ваведења из Пећана , се данас чува у музеју у Смедереву. Јастребов спомиње да се и у вези Пећана спомињу у поменику манастира Св. Тројице у Мушутишту хришћанска имена приложника. Од старих књига у манастиру, нема достојних посебне пажње осим Поменика, једног Пролога и једне нове књиге Филијада. У поменику су записана чисто српска имена хришћана оних мјеста и села у којима тада није остало ниједне православне душе. Између тих села и мјеста се спомињу и: Језерце, Качаник, Полог, Пећане, Медвеце, Мачитево (више Мушутишта)... Топољане (у Љуми), Заплужане, Јањево и Ново Брдо. У поменику су записани и ренегати који су приложили малу своту у спомен својих родитеља, нпр. из села Гунцат: Писа Сула и Дема своје родителе Гунића Марка, Витану, Недељка...  Један од приложника манастира Св. Тројице у Поменику је ренегат (потурица) из Пећанa, Радивои раб божји.
Иван Јастребов је сматрао да је Милош Милојевић поред бројних кривотнорина, измислио и надгробни натпис у овом селу. Јастребов каже да је можда ту и закопан деспот Стефан Бранковић, син деспота Гргура Бранковића, али гроба нигде није видео, ни у порушеној цркви ни око цркве иако је више пута ишао у то село с циљем да осмотри ту цркву и гробље које се налази поред ње. Сматрао је да је потребно унутар цркве и око ње извршити ископавање не би ли се открио тај натпис који је Милојевић открио тако лако. И сам натпис на цркви Милојевићу је пренет нетано. Погрешна је и година изградње цркве. Изнад западних (улазних) двери написано је что церков та воведеније в храм Пресвјатија (а не пресветле) Богородици пистроена во дни деспота Гјурја (а не Гјургија) и синови јего Гоургоура (а не Гјургија) и Стефана и деспота Лазара и деспотици Елени в лето 6960. - 1452., а не 6069. тј. 1587. г. као код Милојевића.

## Становништво
| Демографија | Демографија | Демографија |
| Година      | Становника  | Становника  |
| ----------- | ----------- | ----------- |
| 1961.       | 1.008       |             |
| 1971.       | 1.394       |             |
| 1981.       | 1.883       |             |
| 1991.       | 2.334       |             |